# Теолін (Лодзинське воєводство)
Теолін (пол. Teolin) — село в Польщі, у гміні Новосольна Лодзький-Східного повіту Лодзинського воєводства.